# Якуб-бей II Гермияноглу
Якуб-бей II Гермияноглу (тур. II. Yakub Bey; ум. 1429) — последний правитель бейлика Гермиян, сын Сулеймана-шаха. 
Отец Якуба отдал половину бейлика османскому султану Мураду I как приданое своей дочери Девлетшах-хатун. После смерти Мурада в 1389 году Якуб попытался вернуть эти земли, но был побеждён и заключён в тюрьму мужем Девлетшах, Баязидом I, на 9 лет, пока не сбежал. Лишь с приходом Тамерлана и разгромом Баязида под Анкарой в 1402 году Якуб смог вернуться в бейлик, однако после 9 лет правления, в 1411 году, он был изгнан со своих земель Мехметом Караманидом. В 1413 году при помощи Мехмеда Челеби Якуб вернулся и правил уже до своей смерти, которая наступила не ранее 1429 года. Детей у Якуба не было и он завещал свои земли Мехмеду I, так что после смерти Якуба бейлик Гермияногуллары вошёл в состав Османской империи как санджак. 
Столица Якуба была крупным культурным центром, поэты и учёные, окружавшие Якуба, переместились к Мехмеду, внеся вклад в развитие османской литературы. 

## Биография

### Происхождение
Дата рождения Якуба неизвестна. Он был сыном Сулейман-шаха Гермияноглу. Матерью Якуба была неизвестная по имени дочь Умура Гермиянли, по-видимому, тоже члена семьи Гермиянидов. Другой женой Сулеймана Шаха была Абиде Мутаххара-хатун. Она была матерью Девлетшах-хатун, ставшей одной из жён Баязида I в 1381 году. Сулейман Шах отдал в приданое Девлетшах половину бейлика. Согласно И.Узунчаршилы, Девлетшах была матерью Мехмеда I, однако это ошибка. Детьми Девлетшах были Иса-челеби (ум. 1404/1408), Муса-челеби (ум. 1402), Мустафа Челеби (1380/?—1402/1422) .

### Начало правления
В 1387 году Якуб, которого в надписях на построенных им зданиях звали Якуб Челеби, стал преемником умершего отца, Сулеймана-Шаха, несмотря на наличие ещё двух братьев. Царствование Якуба было беспокойным и опасным. В начале правления Якуб по примеру отца придерживался дружбы с османами. Во время войны Мурада I на Балканах Якуб послал в его армию войско из Гермияна, которое сражалось в 1389 году в битве на Косовом поле. Однако когда Мурад I погиб в битве, Якуб решил забрать землю, отданную Сулейманом Шахом османам в качестве приданого Девлетшах-хатун. Якуб заключил союз с Кади Бурханеддином, Алаэддином Караманидом, Исой Айдыноглу, эмирами Сарухана, Ментеше и Хамида и выступил против мужа сестры, Баязида I. Однако османский султан, одержав в 1390 году верх над эмирами, заключил в тюрьму Якуба в крепость Ипсала и захватил бейлик. Таким образом, в 1390 году все земли бейлика Гермиян перешли под власть османов. После девяти лет в плену Якубу со соим визирем удалось сбежать в Дамаск и в 1399 году он присоединился к Тамерлану. Во время битвы при Анкаре именно он указал Тамерлану на Баязида на поле битвы, чем способствовал пленению султана. Как писал Мехмед Нешри, Якуб увидел Баязида, узнал его и крикнул: «Эй, здесь сражается сам Баязид!»

### В период османского междуцарствия
После победы у Анкары в 1402 году Тамерлан разделил Османскую империю. Он восстановил все бейлики, а остальную территорию империи разделил на три части, в Анатолии правили Мехмед Челеби и Иса Челеби. Якуб получил бейлик вместе с городами, которые были отданы его сестре в качестве приданого. Между сыновьями Баязида началась междоусобная война за трон. В первые годы междуцарствия Якуб-бей занял позицию против всех османских принцев.
Однако разбитый Мехмедом Челеби при Лопадиуме (Улуабате) и Гереде Иса Челеби прибыл к Джунейду Измироглу в Смирну, и тот привлёк к союзу Орхана Саруханоглу, Ильяса Ментешеоглу, бея Теке и Якуба. Мехмед Челеби союзе с Мехмедом Караманидом и Мехмедом Дулкадиридом смог победить их в битве под Смирной.
В дальнейшей борьбе Якуб поддержал Мехмеда Челеби. Мехмед Караманид воспользовался возможностью в этот неспокойный период расширить свои территории, в 1410/11 году напал на земли Гермияна, осадил Кютахью и захватил её, Якуб второй раз лишился эмирата. В 1413 году Мехмед Караманид выступил против Мехмеда Челеби, захватил Бурсу и сжёг её, мотивируя это местью за отца, казнённого при Баязиде, но Мехмед Челеби победил эмира Карамана. Таким образом через два с половиной года изгнания Якуб восстановил свой эмират с помощью Мехмеда, после этого Якуб II начал править под покровительством Османской империи. В этот период Якуб-бей завершил строительство имарета, надпись на нём содержит и слова про двухлетнее изгнание Якуба из Кютахьи.

### Последние годы
После недолгого периода затишья в 1421 году умер Мехмед I. На престол взошёл его сын Мурад II, которому было 17 лет. Якуб-бей снова объединился с Мехмедом Караманидом и выступил против Мурада, поддержав другого сына Мехмеда Челеби, Кучук Мустафу. После того, как в 1423 году Мустафа потерпел поражение и был убит в Изнике, Якуб II бей предпочёл признать законность правления Мурада. Якуб-бей был уже старше восьмидесяти лет, и у него не было сыновей мужского пола, которые могли бы заменить его, при этом он не хотел оставлять бейлик детям своей сестры. В 1427/28/29 году он решил завещать эмират Мураду II. Поскольку Мурад строил мост через Эргене, Якуб-бей отправился туда для встречи и остался в Эргене на одну ночь. Во время первой встречи Якуб хотел поцеловать руку султана, но Мурад обнял его и они поцеловались. Якуб объяснил причину своего визита и высказал своё желание. Якуб II умер через в Кютахье год после этого события, и, в соответствии со своими последними пожеланиями, Мурад II аннексировал Гермиян и преобразовал его в санджак.

### Личность
Якуб II был учёным принцем, известным своей щедростью и покровительством учёных людей; при его дворе жили такие люди, как Исхак Факых, Ахмеди, его брат Хамзави, Ахмед-и Дай, Шейхи, которые в своих касыдах прославляли добродетели покровителя. Все эти поэты и учёные перешли ко двору султанов Османской империи и внесли свой вклад в развитие османской классической поэзии.